# Saint-André-de-la-Pommeraye

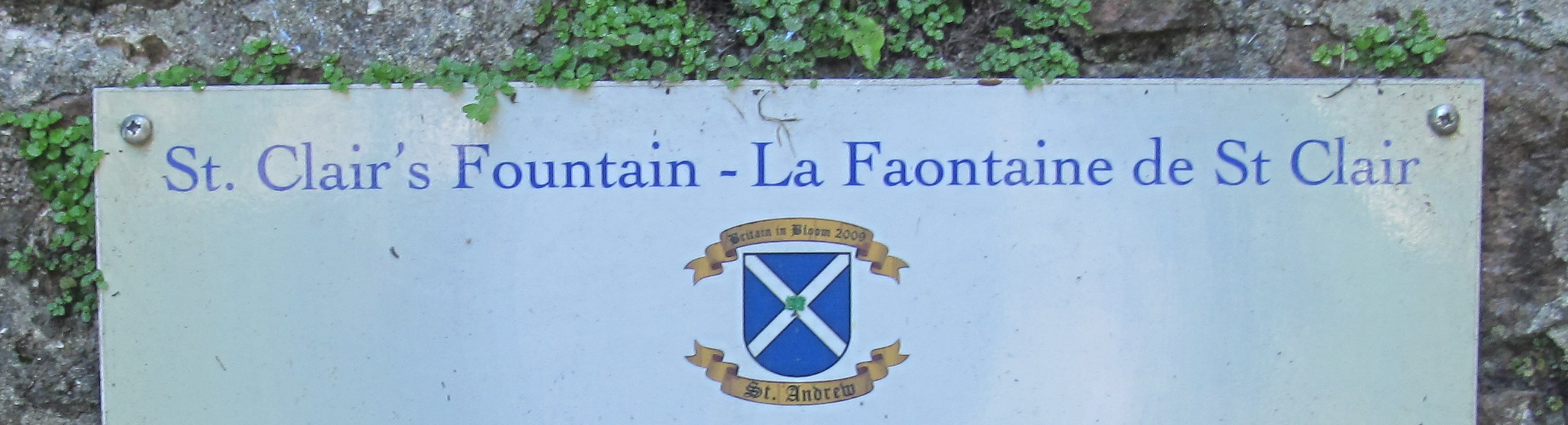
La fontaine de Saint-Clair,
à Saint-André-de-la-Pommeraye.

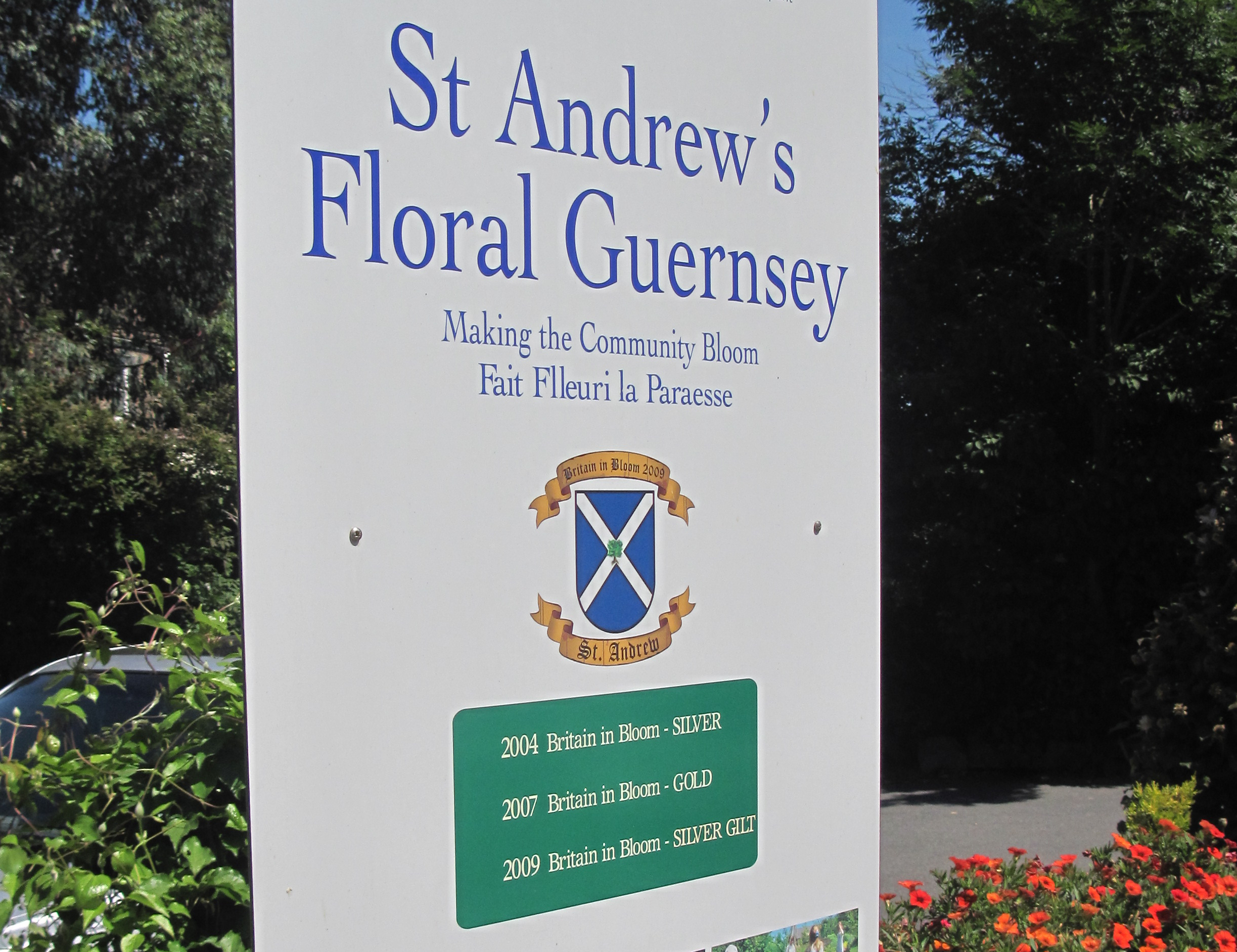
Panneaux en partie bilingues
à Saint-André.

Saint-André-de-la-Pommeraye (Saint Andri en guernesiais, St Andrew’s en anglais) est une paroisse des bailliage et île anglo-normands de Guernesey dans la Manche.

## Géographie
Elle est située au centre de l'île,  entre les autres paroisses suivantes :
- Saint-Pierre-Port (la capitale, portuaire) à l'est/nord-est,
- Saint-Martin à l'est/sud-est,
- La Forêt au sud-ouest,
- Saint-Sauveur à l'ouest/sud-ouest,
- Sainte-Marie-du-Câtel à l’ouest/nord-ouest.

Il est usuel sur l'île de les lister toutes dans un sens horaire ou antihoraire en commençant par Saint-Pierre-Port. De ce fait, les Saint-Andriais trouvent souvent leur territoire dernier à être désigné, c'est pourquoi ils sont affublés du sobriquet local de croinchaons,  c'est-à-dire littéralement de criblures (ce qui reste de particules quand de la farine a été tamisée).
Elle est en tout cas la seule paroisse de l'île à ne pas avoir d'accès à la mer.

## Édifices
Sur son territoire se trouvent : 
- l’hôpital souterrain allemand (German Underground Hospital), ouvert au public  depuis 1954 ;
- la petite Chapelle (Little Chapel / la p'tite Capelle, en guernesiais) ;
- l’hôpital de l’île (Princess Elizabeth Hospital) ;
- l’établissement scolaire d’études secondaires Grammar School.

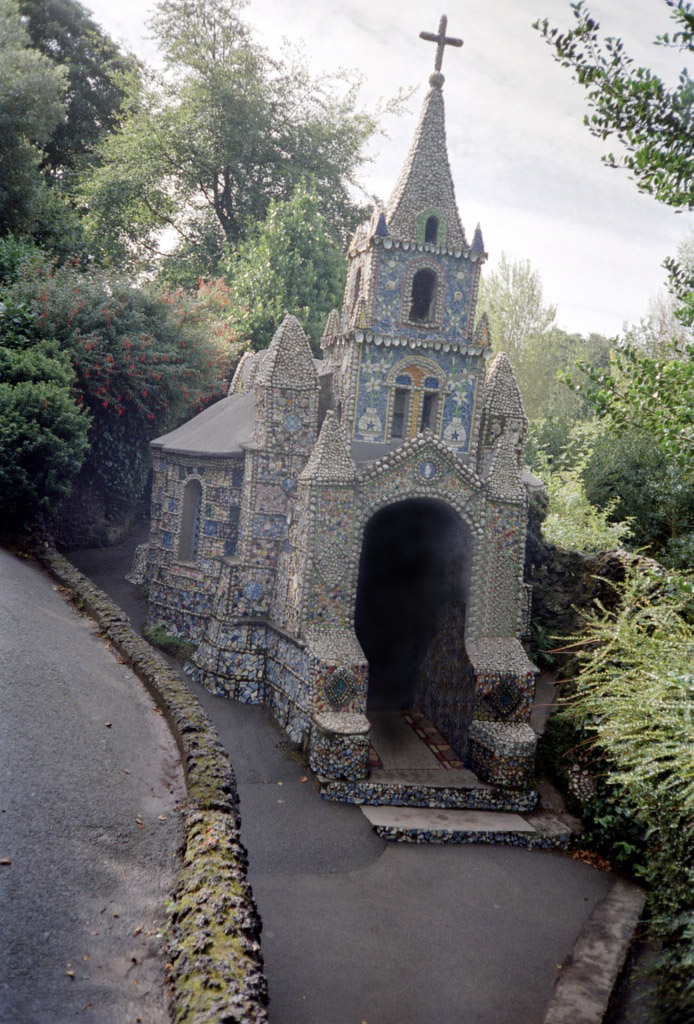
Petite Chapelle.
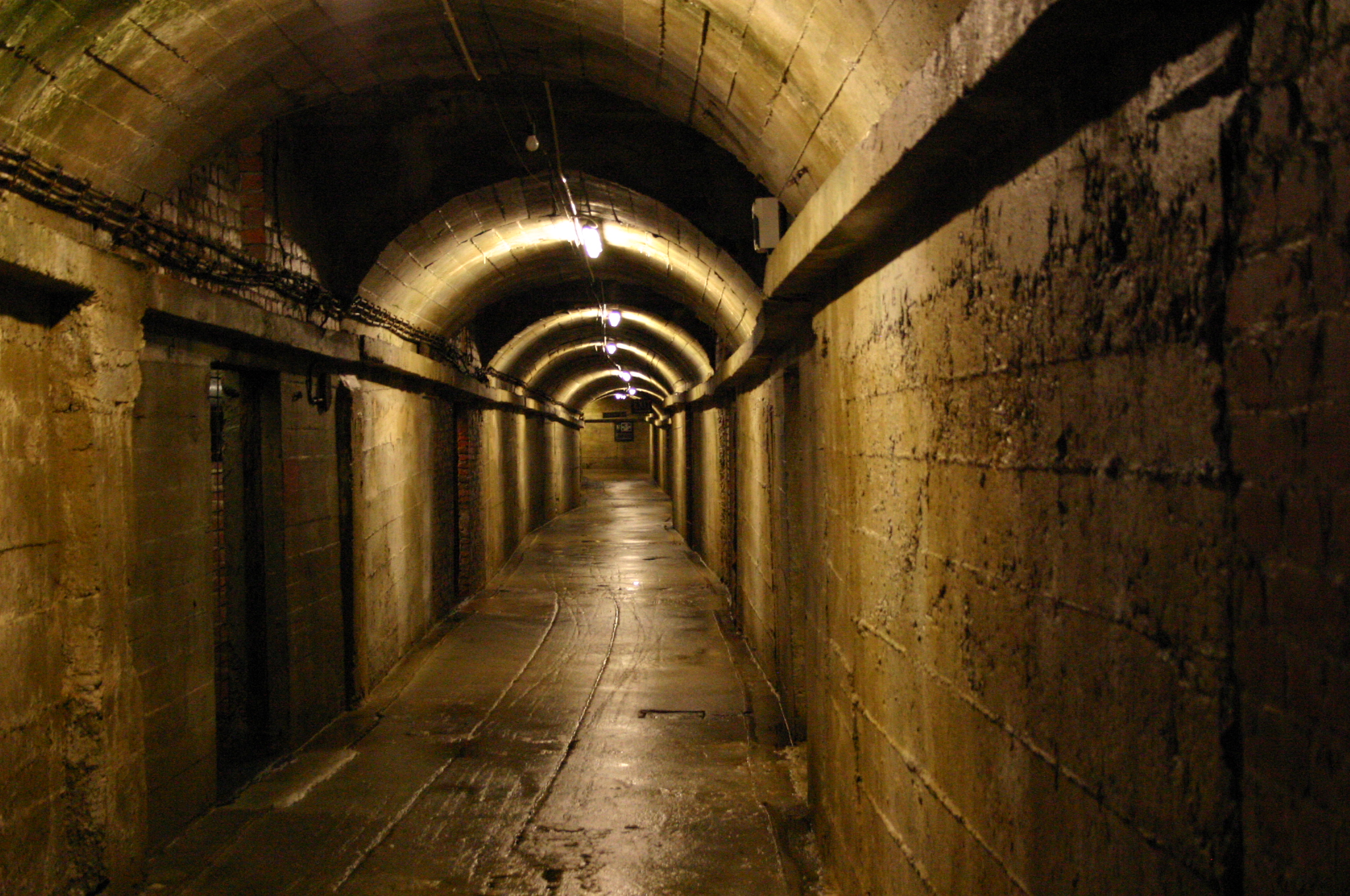
Galerie de l'hôpital souterrain.

## Administration
| Période                                             | Identité    | Qualité |
| --------------------------------------------------- | ----------- | ------- |
| Années[Lesquelles ?]                                | Noms[Qui ?] | ?       |
| Les données antérieures ne sont pas encore connues. |             |         |

## Paroisses limitrophes
- Saint-Pierre-Port
- Saint-Martin
- La Forêt
- Saint-Sauveur
- Sainte-Marie-du-Câtel